# Elizabeth Lack
Elizabeth Lack (geborene Silva; * Juni 1916 in Hertfordshire; † 31. Juli 2015 in Boars Hill, Oxford) war eine britische Ornithologin. Sie war von 1949 bis 1973 mit dem Ornithologen David Lack verheiratet.

## Leben
Elizabeth Lack wuchs als Tochter des Getreideherstellers Jack Silva in Kent auf. Schon früh entwickelte sie ein intensives Interesse an Vögeln und der Natur. Sie hegte auch den Wunsch, Klavier an der Royal Academy of Music in London zu studieren, musste den Plan jedoch bei Ausbruch des Zweiten Weltkriegs aufgeben. Während des Krieges diente sie zusammen mit 217.000 anderen Frauen im Auxiliary Territorial Service in England und Frankreich, wo sie zumeist für die Wartung und dem Fahren von Krankenwagen zuständig war.
Als David Lack im Oktober 1945 zum Direktor des Edward Grey Institute of Field Ornithology (EGI) ernannt wurde, suchte er eine Sekretärin für das Institut. Elizabeth bewarb sich und wurde zum 1. Januar 1946 eingestellt. David Lack bemerkte ihre Leidenschaft für das Studium der Vögel und übertrug ihr die Aufgaben einer Teilzeit-Assistentin. Ihre Feldarbeit bestand darin, die Rotkehlchen- und Meisennester in Wytham Woods zu überwachen sowie zwischen 1946 und 1950 den Bruterfolg der Mauersegler zu protokollieren, die im Turm des Oxford University Museums brüteten. Darüber veröffentlichte sie 1951 den Artikel The Breeding Biology of the Swift Apus Apus in der Fachzeitschrift Ibis. David und Elizabeth Lack verlobten sich im Jahr 1948 und heirateten im Juli 1949. Aus dieser Ehe gingen vier Kinder hervor: Peter Christopher Lack (* 1952, ein Ornithologe), Andrew John Lack (* 1953, ein Botaniker), Paul Lack (* 1957, ein freischaffender Lehrer) und Catherine Lack (* 1959, eine Universitätsseelsorgerin). Nach der Geburt ihres ersten Sohns schied Elizabeth Lack aus dem EGI aus, um sich der Kindererziehung zu widmen.
Lack war Co-Herausgeberin der Bücher Island Biology (1976, mit David Lack) sowie A Dictionary of Birds (1985, mit Bruce Campbell) und sie war 1986 für die textliche Bearbeitung des Werks The Atlas of the Wintering Birds in Britain and Ireland ihres Sohns Peter Christopher Lack verantwortlich.
Elizabeth Lack war Ehrenmitglied der British Ornithologists’ Union.